# Melectoides bellus
Melectoides bellus är en biart som först beskrevs av Jörgensen 1912.  Melectoides bellus ingår i släktet Melectoides och familjen långtungebin. Inga underarter finns listade i Catalogue of Life.